# Reinhold Strehlke
Reinhold Strehlke (geb. vor 1923; gest. nach 1925) war ein deutscher Fußballspieler.

## Karriere
Strehlke gehörte dem FSV Frankfurt an, für den er von 1923 bis 1926 in den vom Süddeutschen Fußball-Verband durchgeführten Meisterschaften in der Bezirksliga Main als Stürmer Punktspiele bestritt. Während seiner Vereinszugehörigkeit gewann er dreimal die Bezirksmeisterschaft, deren Erfolge jeweils zur Teilnahme an den Endrunden um die Süddeutsche Meisterschaft berechtigten. Schloss seine Mannschaft diese zunächst als Fünftplatzierter von sechs teilnehmenden Mannschaften ab, so folgte bei den beiden darauffolgenden Teilnahmen jeweils der dritte Platz, mit der die Mannschaft jeweils in der Endrunde um Deutsche Meisterschaft vertreten war. Doch nur bei der ersten Teilnahme, 1924/25, kam er in allen vier Spielen, von denen drei erst in der Verlängerung entschieden wurden, zum Einsatz. Den im Achtel- und Viertelfinale erfolgreich gestalteten Begegnungen, folgte die am 24. Mai 1925 in Fürth ausgetragene gegen Hertha BSC, in der Robert Pache der Siegtreffer zum  1:0 in der 102. Minute gelang. In dem am 7. Juni 1925 im Frankfurter Waldstadion gegen den 1. FC Nürnberg ausgetragenen Finale, musste er lediglich ein Tor hinnehmen, doch es war der in der 108. Minute durch Ludwig Wieder erzielte Siegtreffer des „Clubs“.

## Erfolge
- Finalist Deutsche Fußballmeisterschaft 1925
- Bezirksmeister Main 1924, 1925, 1926